# Спригинија
Спиригинија (Spriggina) је малена животиња из едијакарске фауне која је изгледом подсећала на трилобите, али за разлику од њих, није имала чврстих делова.

## Опис животиње
Организам је био дуг око три центиметра. Облик му је био неправилно дугуљаст и имао је сегментисан изглед. Сегментација је понекад нарушена предњим делом попут главе и задњим репним делом. Сегменти су приљубљени уз централну осовину. Неки фосили имају нешто што би била кружна уста централно постављена на полукружну главу, мада због величине бића и велике гранулираности материјала-стене у којој се фосил налази је то тешко са сигурношћу тврдити. Изгледа да је биће било без ножица. Тело је довољно чврсто, па увек оставља отисак на доњој површини фосилног лежишта.
Нека истраживања су потврдила да симетрија није баш билатерална иако сегменти упућују на то. Код неких врста су сегменти накошени уназад, са изгледом латиничног слова V; док су код других мање-више прави. Такође изгледа да је било варијација између ова два.

## Класификација
Спригинија је била класификована као вендобионт, анелида и артропода.
Личила је на трилобите и могуће је да је њихов предак. Могла је, дакле, да буде предатор који ће касније дати камбријумске животиње.
Spriggina floundersi је данас једини признати представник рода. Spriggina ovata је данас издвојена у посебан сопствени род, Marywadea (Glaessner 1976). Spriggia wadea је вероватно синоним за врсту из рода Aspidella.

## Назив
Род је добио назив по Регу Спригу који је открио прекамбријумске фосиле у брдима Едикаре и који је био заговорник да се сврстају у вишећелијске организме.